# لیکک
لیکَک، مرکز شهرستان بهمئی در استان کهگیلویه و بویراحمد است.

## موقعیت
لیکک مرکز شهرستان بهمئی بوده که از سمت شمال و غرب با استان خوزستان هم مرز می باشد. ارتفاع این شهرستان از سطح دریا ۶۷۳ متر بوده که در موقعیت ۹۰ / ۳۰ درجه شمالی و ۰۹ / ۵۰ درجه شرقی قرار گرفته است.

## مردم شناسی
مردم لیکک از قوم لر  و از ایل بهمئی هستند و به زبان لری با گویش بهمئی صحبت میکنند.زبان لری مردم کهگیلویه و بویراحمد تنها به استان خود محدود نمی شود بلکه به صورت رایج در غرب استان فارس و شمال بوشهر و جنوب شرق استان خوزستان تکلم می شود،و مردم این نواحی با مردم کهگیلویه و وبویراحمد از یک نژاد و قومیت می باشند.

## جمعیت
بر پایه سرشماری عمومی نفوس و مسکن در سال ۱۳۹۵ جمعیت این شهر ۱۹٬۸۵۷ نفر (۵٬۰۹۱ خانوار) بوده‌است.